# Grönblommig dagglök
Grönblommig dagglök (Allium chloranthum) är en flerårig växtart i släktet lökar och familjen amaryllisväxter. Arten beskrevs av Pierre Edmond Boissier. Inga underarter finns listade i Catalogue of Life.

## Utbredning
Arten återfinns i vilt tillstånd i östra Medelhavsområdet, från södra Turkiet till Libanon. Den odlas som prydnadsväxt i andra delar av världen.